# Liste der Monuments historiques in Labaroche
Die Liste der Monuments historiques in Labaroche führt die Monuments historiques in der französischen Gemeinde Labaroche auf.

## Liste der Bauwerke
| Bezeichnung  | Beschreibung                                                     | Standort                 | Kennzeichnung | Schutzstatus | Datum | Bild           |
| ------------ | ---------------------------------------------------------------- | ------------------------ | ------------- | ------------ | ----- | -------------- |
| Burg Hohnack | Ruine einer Höhenburg, Mitte des 12. Jahrhunderts, 1655 zerstört | südlich des Ortes (Lage) | PA00085500    | Classé       | 1905  | weitere Bilder |